# Chiến dịch Masher
Chiến dịch Masher hay trận Bồng Sơn diễn ra từ 28 tháng 1 đến 6 tháng 3 năm 1966 là một chiến dịch có sự phối hợp giữa Quân đội Hoa Kỳ, Quân lực Việt Nam Cộng hòa và Quân đội Hàn Quốc. Tên của chiến dịch "Masher" (Máy Xay) về sau được đổi thành "Cánh Trắng" (White Wing) vì tên cũ bị coi là khá thô thiển.
Chiến dịch này có nhiệm vụ là tìm và diệt, được chia thành 4 giai đoạn. Nó đã diễn ra trong 42 ngày. Sư đoàn Không kỵ số 1 tuyên bố đã tiêu diệt 1.342 quân đối phương, trong khi có 288 lính Mỹ tử trận và 990 lính bị thương. Ngoài ra quân Việt Nam Cộng hòa và Hàn Quốc tuyên bố có thêm 808 quân Giải phóng bị hạ sát bởi họ. Tuy vậy, con số thương vong của quân Giải phóng mà Mỹ tuyên bố bị cho là phóng đại gấp nhiều lần, vì báo cáo chiến dịch của Mỹ cho thấy họ chỉ thu giữ được 65 vũ khí cộng đồng và 189 vũ khí cá nhân của đối phương. Trên thực tế, xác của hàng nghìn dân thường bị sát hại trong chiến dịch đã được Mỹ/Hàn Quốc đếm là quân Giải phóng.
Phía Mỹ tuyên bố đã tiêu diệt được Sư đoàn 3 của Quân Giải phóng, nhưng thực tế không lâu sau đó, sư đoàn này đã tái xuất hiện trên chiến trường.
Cũng trong chiến dịch này; đã diễn ra các vụ thảm sát ở Tây Vinh và Gò Dài do quân đội Hàn Quốc thực hiện. Khoảng 1.004 - 1.200 thường dân đã bị quân Hàn Quốc sát hại rồi báo cáo rằng đó là "kẻ thù bị tiêu diệt".

## Số liệu
Chính phủ Mỹ đã tổng kết số lượng hỏa lực được triển khai trong Chiến dịch Masher/Cánh Trắng, theo đó có tổng cộng 1.352 phi vụ ném bom cùng với 1.126 phi vụ không kích mang theo 1,5 triệu pound bom, ngoài ra, 292.000 pound napalm cũng đã được sử dụng. Chiến dịch này đã buộc 1.884 thường dân phải di tản (phần lớn là do bom đạn của Mỹ trong chiến dịch). Tính đến năm 1967, trên toàn miền Nam Việt Nam, số lượng quân Giải phóng bị bắt là 17.000 người nhưng đã có đến trên 1,2 triệu dân thường phải đi tị nạn.